# حوزه انتخابیه نهم ماساچوست

حوزه انتخابیه نهم ماساچوست

حوزه انتخابیه نهم ماساچوست یک حوزه انتخابیه مجلس نمایندگان آمریکا است که در ایالت ماساچوست قرار دارد.